# Christiane F.
Christiane F., celým jménem Vera Christiane Felscherinow (* 20. května 1962, Hamburk), je německá spisovatelka, zpěvačka a také ústřední postava vlastní knihy My děti ze stanice ZOO a později stejnojmenného filmu. Díky širokému rozšíření knihy a úspěšnému filmovému zpracování se stala symbolickou postavou kultury mládeže 70. a 80. let, která byla ovlivněna drogami. Na počátku 80. let žila ve společném bytě pro umělce na hamburské Reeperbahn a byla aktivní jako hudebnice a herečka, ale zůstala komerčně neúspěšná. V roce 2013 vydala autobiografii Christiane F. - Můj druhý život.

## Život

### Mládí a drogová závislost
Vera Christiane Felscherinowová se narodila 20. května 1962 v Hamburku jako dcera Klause-Dietera Felscherinowa a jeho ženy Ursuly. Vyrůstala v rodině poznamenané otcovým alkoholismem. Její rodina se rozpadla na dvě části. Když jí bylo šest let, rodina se přestěhovala do Západního Berlína do výškového domu na ulici Joachim-Gottschalk-Weg v Gropiusstadtu v Neuköllnu. i po rozvodu rodičů se její sociální situace zlepšila jen v omezené míře. Ve dvanácti letech začala užívat drogy. Ve čtrnácti letech byla závislá na heroinu a prostituovala na ulici dětské prostituce na Kurfürstenstraße a na nádraží Berlin Zoologischer Garten. Její matka si dceřina dvojího života všimla až po dvou letech.
Roku 1978, ve věku šestnácti let, vypovídala Christiane F. v jednom procesu jako svědkyně. Její výpověď zaujala dva reportéry známého časopisu Stern a ti ji pozvali na dvě hodiny k rozhovoru. Z dvou hodin se staly dva měsíce a posléze vzniklo autobiografické dílo, které v jistém slova smyslu zvrátilo tehdejší názory západoněmecké společnosti na mladistvé, kteří jsou závislí na drogách. Ze seriálu časopisu se stala kniha, která byla později zfilmována. Christiane měla na této knize zájem, protože stejně jako všichni narkomani si přála, aby už konečně bylo prolomeno mlčení o drogové závislosti dospívajících. Všichni členové narkomanské party, kteří dosud žijí, tuto knihu podpořili.

### Po vydání knihy
Christane byla ve svých 14 letech poslána z Berlína do vesnice blízko Hamburku k příbuzným, kde se seznámila se svým budoucím přítelem Alexandrem, se kterým pak pár let žila v Německu – potom ji opustil. Pak pobývala asi 6 let v Řecku s dalším přítelem, kterého zde poznala. Ten ji také opustil. Po několika turbulentních letech v USA se vrátila zpět do Německa. Tady žila v Kolíně a dnes je zpátky v Berlíně.
V roce 1996 porodila syna, který se jmenuje Jan-Niklas Philip. Přibližně do roku 1996 se její heroinová „nemoc“ pořád opakovala a než otěhotněla, absolvovala několik léčení.
V roce 2008 propadla znovu drogám a její jedenáctiletý syn jí byl odebrán. Dne 10. října 2013 vyšla její autobiografie Christiane F. - Můj druhý život, v níž potvrdila, že v dalším životě opakovaně recidivovala. „Fanouškovská edice“ knihy, kterou bylo možné zakoupit o deset dní dříve, obsahuje další kresby, fotografie a videa. Část výtěžku z prodeje byla použita na podporu Nadace Christiane F. založené autorkou a vydavatelem, jejímž cílem je podporovat děti rodičů závislých na návykových látkách a zvyšovat povědomí o této problematice. Autobiografie se téměř rok držela na žebříčku bestsellerů časopisu Der Spiegel.

Ke své finanční situaci se Christiane Felscherinow vyjádřila v listopadu 2013 v pořadu televize n24:
„Rozhodně jsem bohatá v tom smyslu, že když stojím u pultu s masem, nemusím přemýšlet o tom, jestli si dneska třeba nebudu moci dovolit řízek. To teď neexistuje. Můžu jít aspoň nakupovat, aniž bych věděla, že mám dneska jenom deset eur. Většina mých přátel musí takhle počítat, já jsem vlastně jediná, kdo má ještě trochu peněz. Všechny peníze jsem utratila jen za svůj osobní život. Nemám dům, nemám auto.“
V lednu 2014 Felscherinow na svém blogu oznámila, že se dočasně stáhla z očí veřejnosti, hlavním důvodem byl podle ní její špatný zdravotní stav a strach, že se stane obětí internetové kampaně:
„Mám velký strach z anonymních kritiků, kteří mě budou soudit na internetu“
Podle jednoho z bývalých členů skupiny byla Felscherinow v letech kolem roku 2013 součástí skupiny bezdomovců závislých na heroinu na Hermannově náměstí v Berlíně. V roce 2016 její partner Detlef, který byl rovněž součástí skupiny, zemřel v důsledku užívání heroinu. Felscherinowová poté se skupinou přerušila kontakt a přestěhovala se do útulku pro bezdomovce. V květnu 2023 se opět odstěhovala s plánem prožít zbytek života jako drobná farmářka a bez drog.
Detlef (její nejbližší přítel v době největší závislosti) žil také v Berlíně se svou přítelkyní, kde pracoval jako řidič autobusu. V jednom interview tvrdil, že Christiane nikdy nemiloval.